# Santo Antônio de Posse (kommun)
Santo Antônio de Posse är en kommun i Brasilien.   Den ligger i delstaten São Paulo, i den sydöstra delen av landet, 800 km söder om huvudstaden Brasília. Antalet invånare är 20 635.
Följande samhällen finns i Santo Antônio de Posse:
- Santo Antônio de Posse

Omgivningarna runt Santo Antônio de Posse är huvudsakligen savann. Runt Santo Antônio de Posse är det ganska tätbefolkat, med 134 invånare per kvadratkilometer.